# Pundt & Kohn
Die Pundt & Kohn OHG war ein 1862 von F. J. S. Kohn in Geestemünde (Bremerhaven) gegründetes Holzimport- und Holzverarbeitungsunternehmen. Es gehörte bis zur Zerstörung durch alliierte Bombenangriffe 1944 zu den bedeutendsten und ältesten Unternehmen dieser Branche an der Unterweser und wurde nach dem Tode seines letzten Eigentümers Hans Kohnert in der dritten Generation 1967 aufgelöst. Der Aufstieg und Fall des Unternehmens gelten als beispielhaft für die Geschichte eines mittelständischen hanseatischen Familienunternehmens,

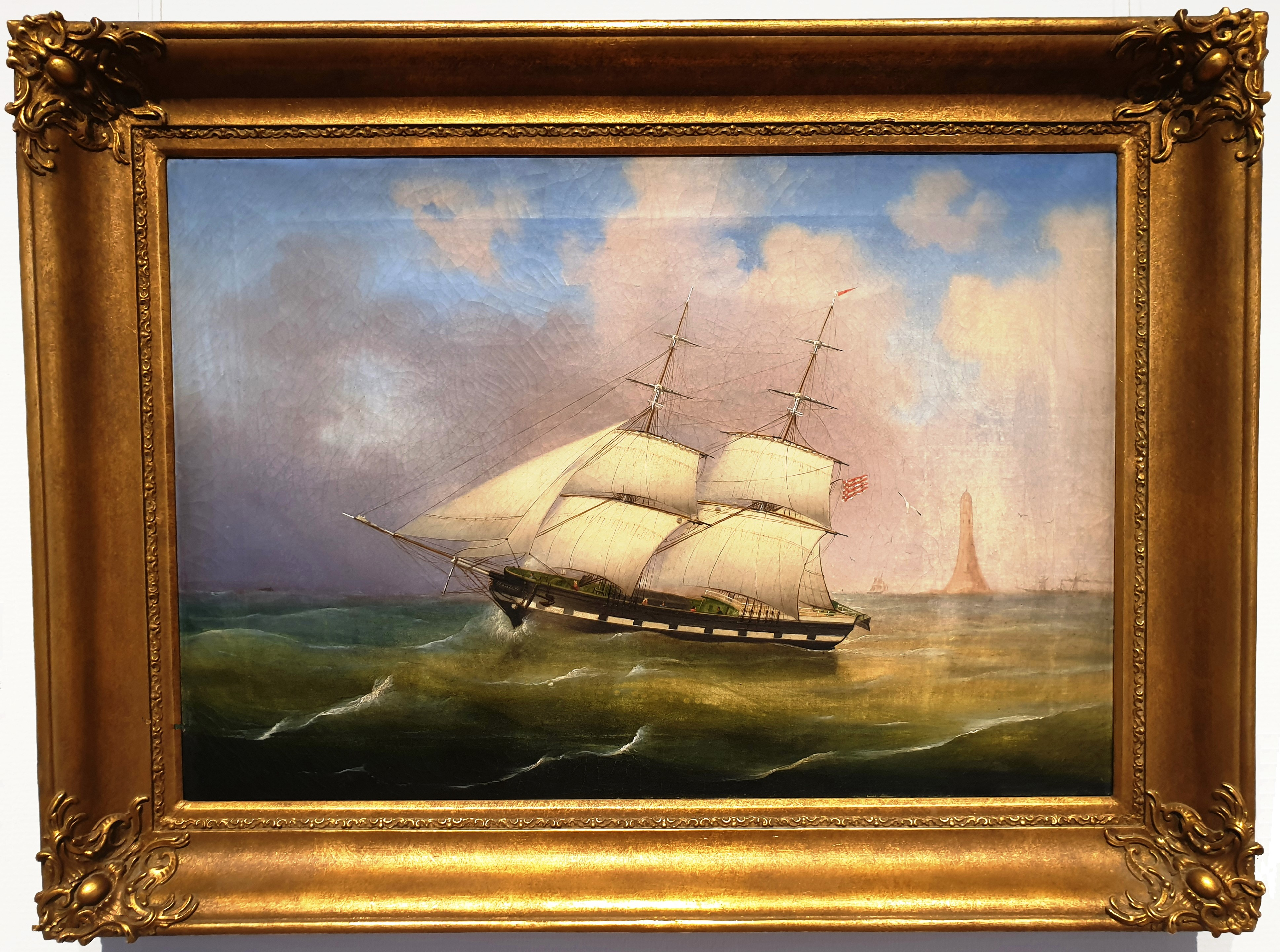
Brigg „Johann“, „Kapitänsbild“, für F.J.S. Kohn (1828–1879), den Vater Franz Kohn's, gemalt von Carl Justus Harmen Fedeler (1799–1858)

## Firmengeschichte

### Gründung und erste Generation (1863–1879)
Der Segelschiffskapitän und Reeder Franz Johann Syabbe Kohn gründete 1862 in Geestemünde eine eigene Holzimportfirma und erweiterte zu diesem Zweck im Frühling 1863 ein ursprüngliches Lagerhaus alten Stils, zweigeschossig und dreimal unterkellert, am Geestemünder Deich in der Nähe der Alten Geestebrücke zum Wohn-, Kontor- und Lagerhaus. Im Sommer des gleichen Jahres erfolgte dann die Vereinigung mit dem Holzhandel des Kapitän Dietrich Pundt, gleichfalls am Geeste-Deich gelegen. Beide gründeten die Firma Pundt & Kohn (P&K). Begünstigt durch den Bau neuer Hafenanlagen an der Geeste sowie der rasant wachsenden Nachfrage nach Grubenholz, Eisenbahnschwellen und Bauholz für Wohn- und Fabrikbauten im Zuge des Bevölkerungswachstums und der industriellen Revolution des 19. Jahrhunderts florierte das Geschäft.
Da das heimische Holzangebot diese große Nachfrage nicht mehr decken konnte, verlegte man sich auf den Holzimport überwiegend aus Skandinavien, Russland und teilweise auch aus Amerika, von wo man überwiegend Edelhölzer bezog. Angesichts des Gewichtes des Transportgutes war bis weit in das 19. Jahrhundert hinein der Wasserweg der mit Abstand kostengünstigste. So kam es nicht von ungefähr, dass sich Holzimportfirmen gerade am Unterlauf von Flüssen wie der Weser konzentrierten, von wo aus das importierte und bearbeitete Holz durch Lastkähne, später zunehmend auch durch die Eisenbahn in die Zentren der Industrialisierung verteilt wurde. Dies galt auch für die Firma P&K, deren erste Holzlagerplätze in der Deichstraße (später Bussestraße genannt) direkt am Geestedeich kurz von der Einmündung der Geeste in die Weser lagen, wo auch bis zum Zweiten Weltkrieg das alte Wohn- und Bürohaus des Geschäftsinhabers stand. Nach nur fünfjähriger Zusammenarbeit schied Mitinhaber Diedrich Pundt 1868 krankheitsbedingt aus der Firma aus. Von nun an führte Franz J.S. Kohn das sich gut entwickelnde Holzimportgeschäft, verbunden mit seiner Reederei mit eigenen Schiffen bzw. Schiffsanteilen (Guayana und die Briggs Marianne, Auguste und Salia), alleine weiter, bis er am 13. August 1879 starb. Danach übernahm sein Sohn Franz Kohn den elterlichen Betrieb.

### Blütezeit und zweite Generation (1879–1909)

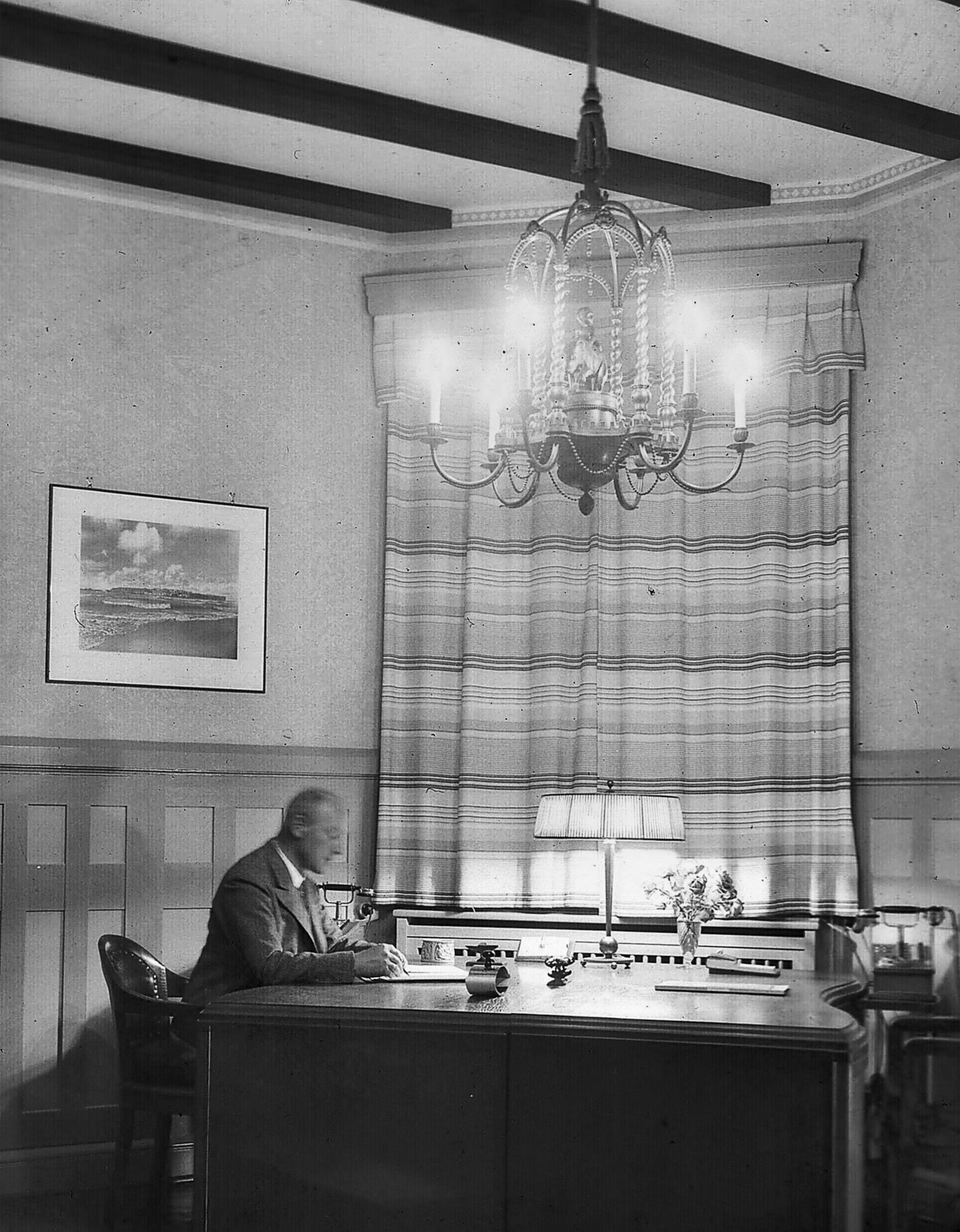
Hans Kohn im Betriebskontor, 1930er Jahre

Die Lagerflächen an der Geeste erwiesen sich bald als zu klein. In dem neuen Industriehafen Geestemündes fanden sich neue Bau- und Lagerflächen, die zudem durch eine Schleuse von der Geeste abgetrennt, das ganze Jahr über weitgehend eisfrei und tideunabhängig waren. P&K errichtete an der West- und Nordseite des Querkanals, dem Verbindungskanal zwischen dem Hauptkanal und dem 1877 eingeweihten Holzhafen Geestemünde, längs der Schönianstraße neue Lagerschuppen auf einer Länge von 300 m, in großen zweistöckigen, für den Import extra hergerichteter Lagergebäuden sowie offene Lagerplätze der Firma auf über 10.000 m². Die Firma importierte um 1890 jährlich ca. 30.000 Festmeter Holz, im Vergleich zu 25.000 Festmetern der 1872 in Geestemünde gegründeten Konkurrenzfirma Chr. Külken. Zur Erleichterung ihres Imports gründete P&K Ende der 1880er Jahre eine eigene Dampfschiffs-Reederei mit zwei, besonders für den Holzimport hergerichteten Schiffen von 750 und 1.150 tons; weitere Schiffe waren 1890 in Planung. Auch ein neues Bürogebäude in der Schönianstraße 15 wurde zu dieser Zeit gebaut. 1887 erfolgte der Umzug der Familie Kohn in eine neue repräsentative Villa an der nahegelegenen Borriesstraße 6.
Zusammen mit den beiden anderen großen Holzimport- und Verarbeitungsbetrieben Geestemündes, Chr. Külken und Rogge, weitete P&K bis in die 1890er Jahre den Holzhandel systematisch aus. Per Binnenschiff bis in das Oberwesergebiet hinein, und per Bahn ins Ruhrgebiet und andere im Aufbau befindlichen Industriezentren. Der Durchbruch kam allerdings erst mit dem Zollanschluss der Unterweserorte (1888) und der dadurch ermöglichten Einbeziehung des Holzhafens in ein viel größeres räumliches und wirtschaftliches Absatzgebiet. Innerhalb nur eines Jahrzehnts verdreifachte sich der Holzimport an der Unterweser.
Die verschiedenen Entwicklungsstadien der industriellen Holzbearbeitung im 19. Jahrhundert, die sich nicht kontinuierlich, sondern zyklisch entwickelte, hatten einen entscheidenden Einfluss auf die Betriebsgestaltung von P&K. Eine Schlüsselstellung kam dabei den Hobelmaschinen zu. Bereits 1877 wurde eine Genehmigung für ein Säge- und Hobelwerk am Querkanal beantragt. 1890 errichtete Pundt & Kohn dann am Kopf des Querkanals, zwischen Industriestraße, Kanalstraße und Sägestraße ein modernes Säge- und Hobelwerk mit Rundstabfabrikation, das unter der Bezeichnung Geestemünder Holzindustriewerke Backhaus & Co. firmierte. Im Gegensatz zu dem nicht verwirklichten Projekt von 1877 verfügte der Betrieb jetzt über einen direkten Gleisanschluss an der Industriestraße.
Die Firma P&K gehörte in dieser Zeit zu den ältesten und größten Unternehmen dieser Branche an der Unterweser, umsatzmäßig war P&K bei weitem das größte Unternehmen. Auf Grund seiner wirtschaftlich und handelspolitisch überregionalen Bedeutung fand Pundt & Kohn daher bereits 1894 in der Brockhaus Enzyklopädie Erwähnung.

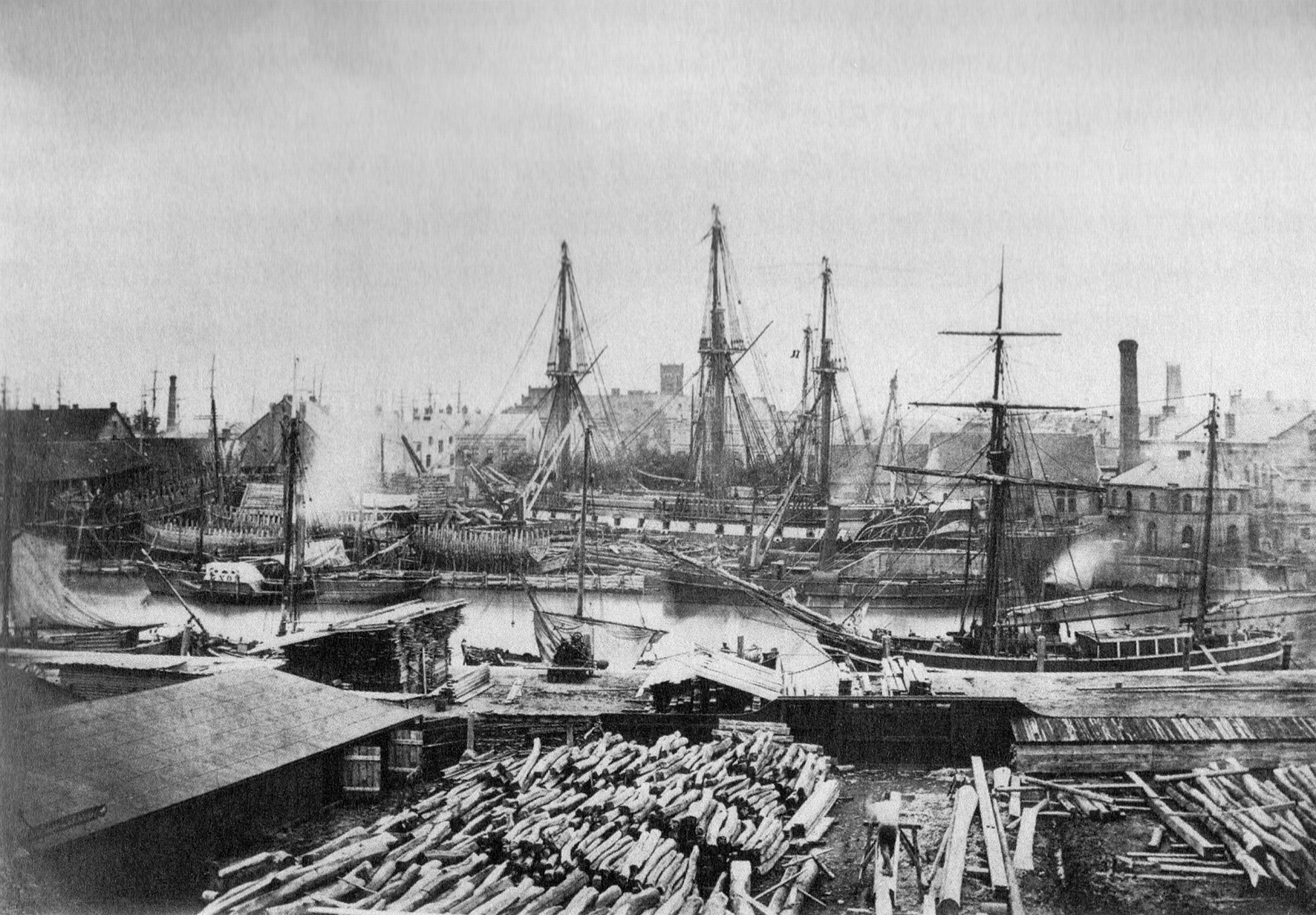
Holzlager, P&K, an der Geeste, um 1869
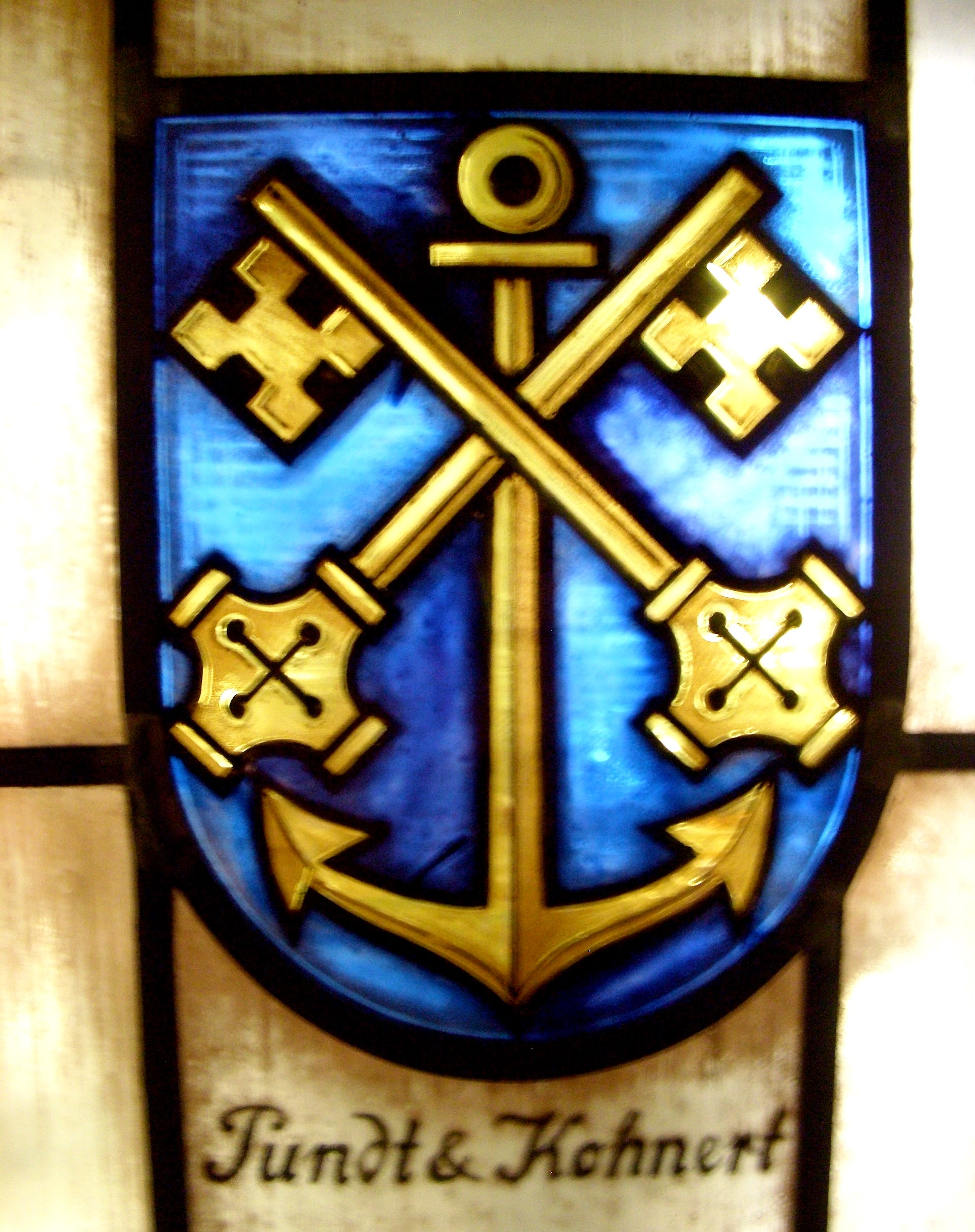
Kabinettscheibe im P&K-Bürohaus, 1938
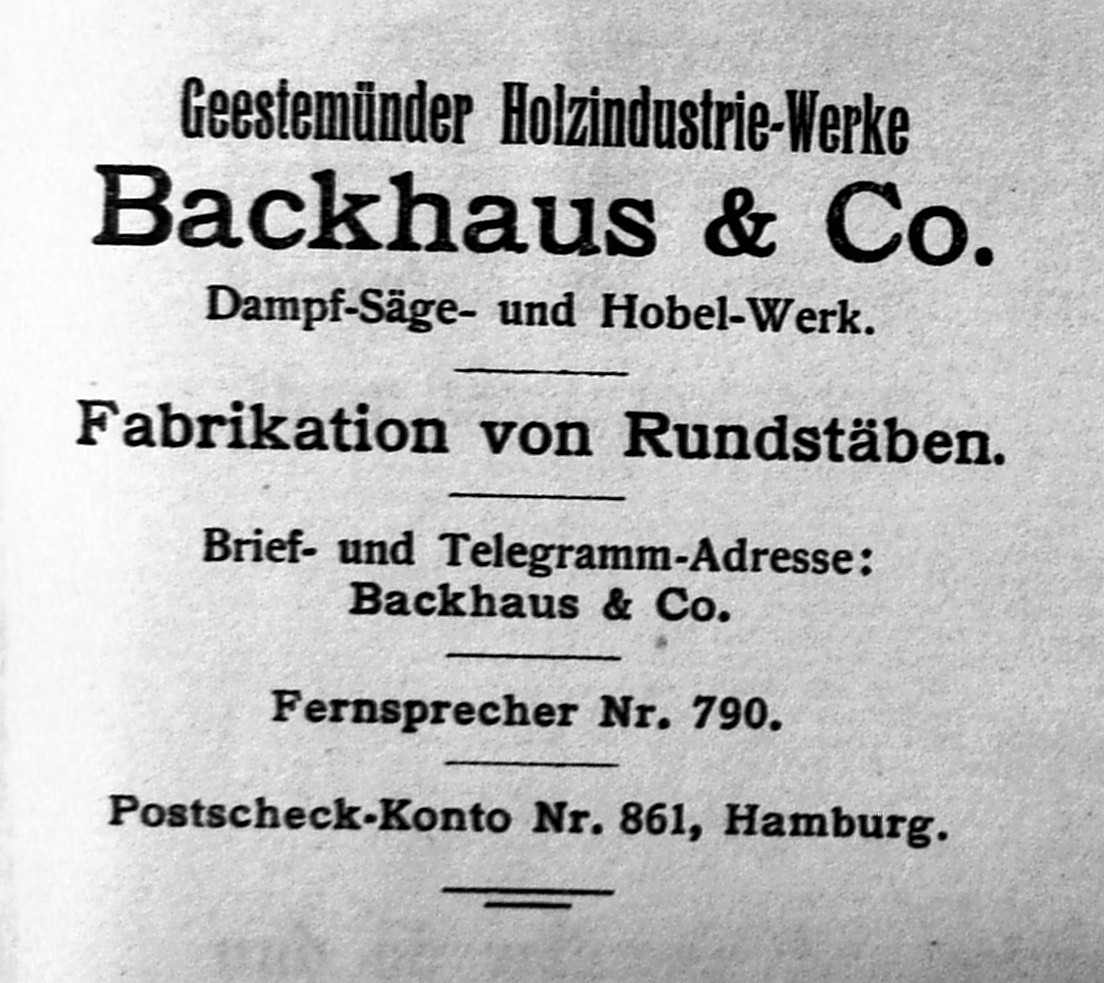
Backhaus & Co., Briefkopf, 1930er Jahre
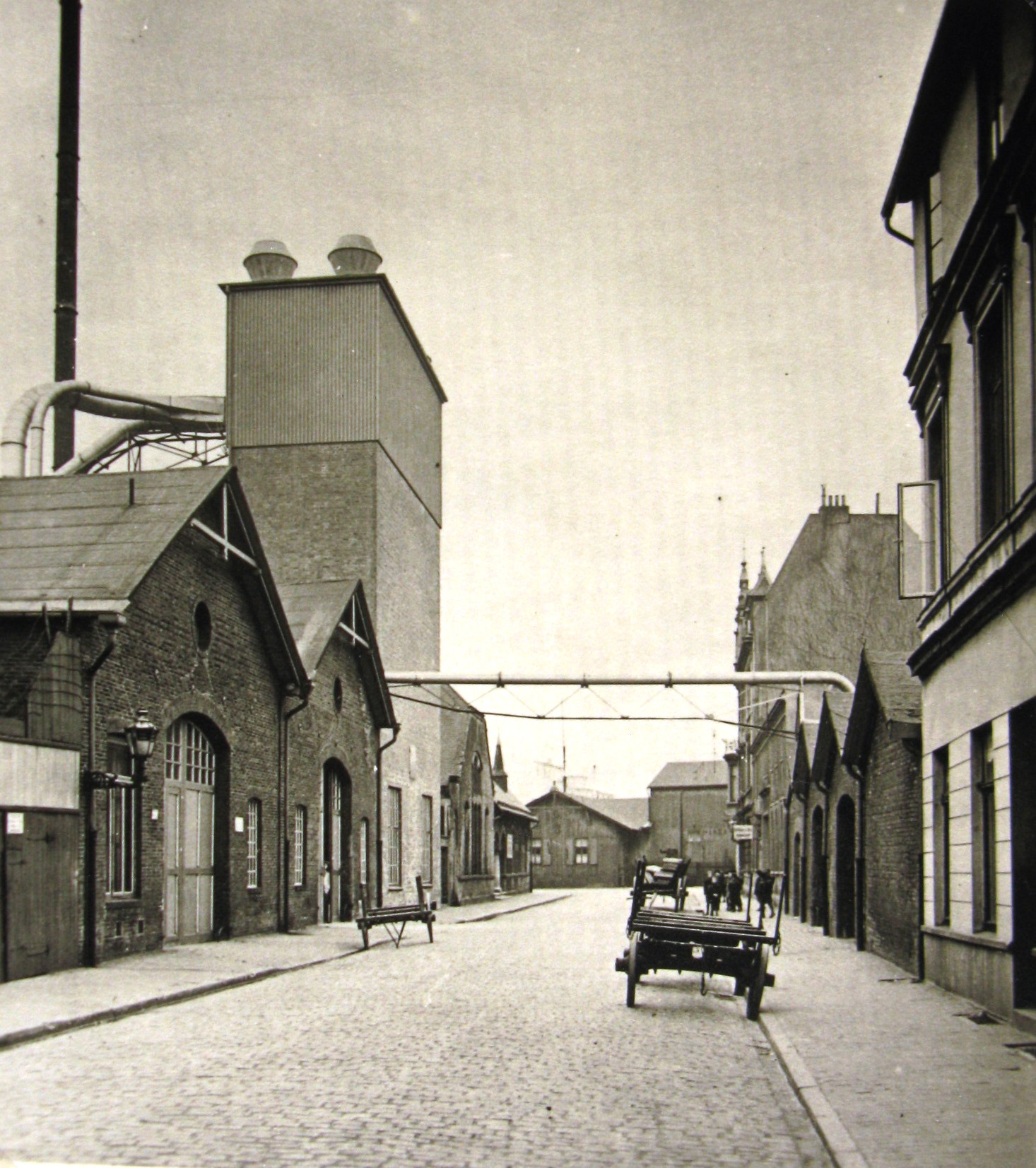
Säge- und Hobelwerk, 1930er Jahre
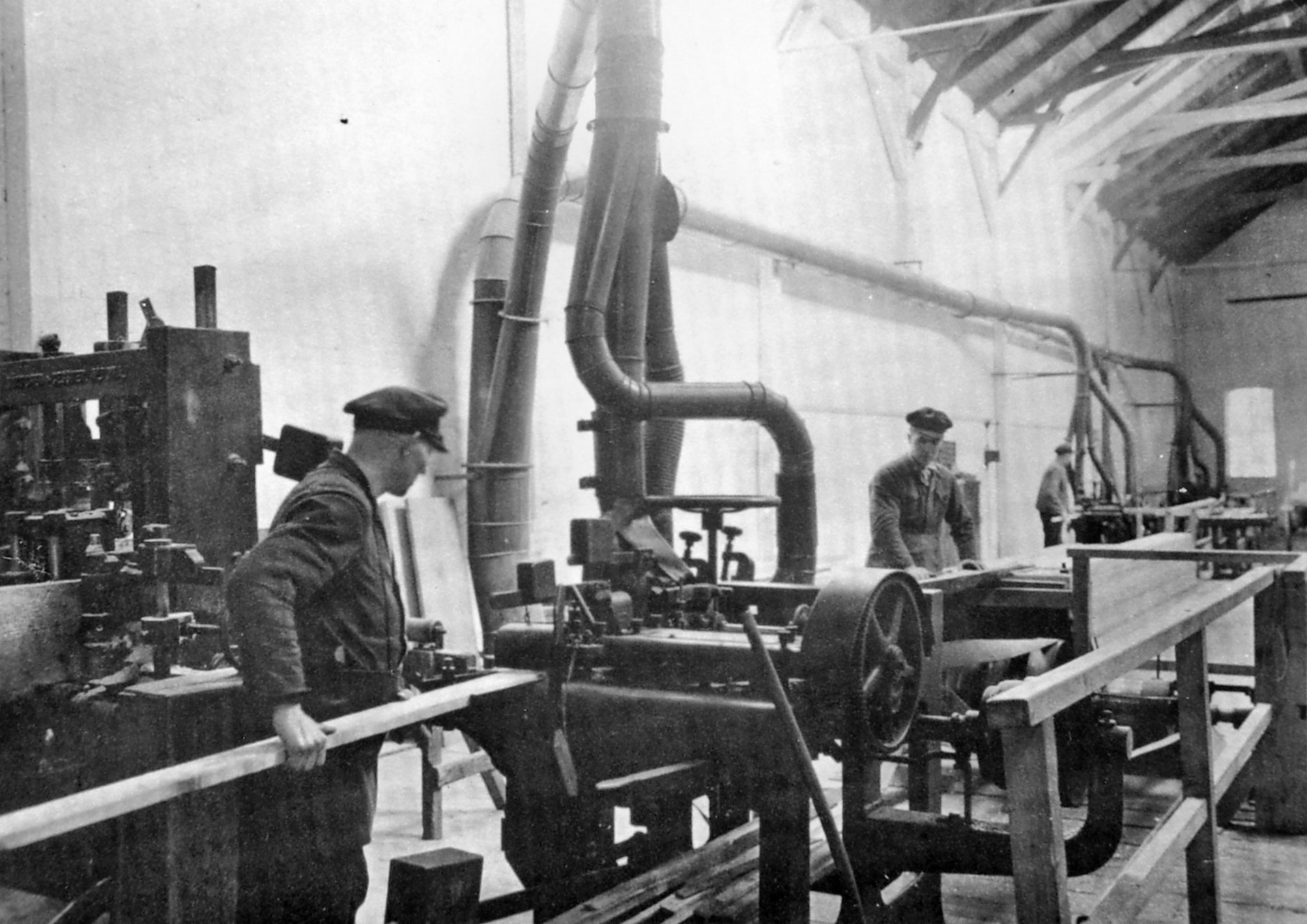
Hobelwerk, 1930er Jahre
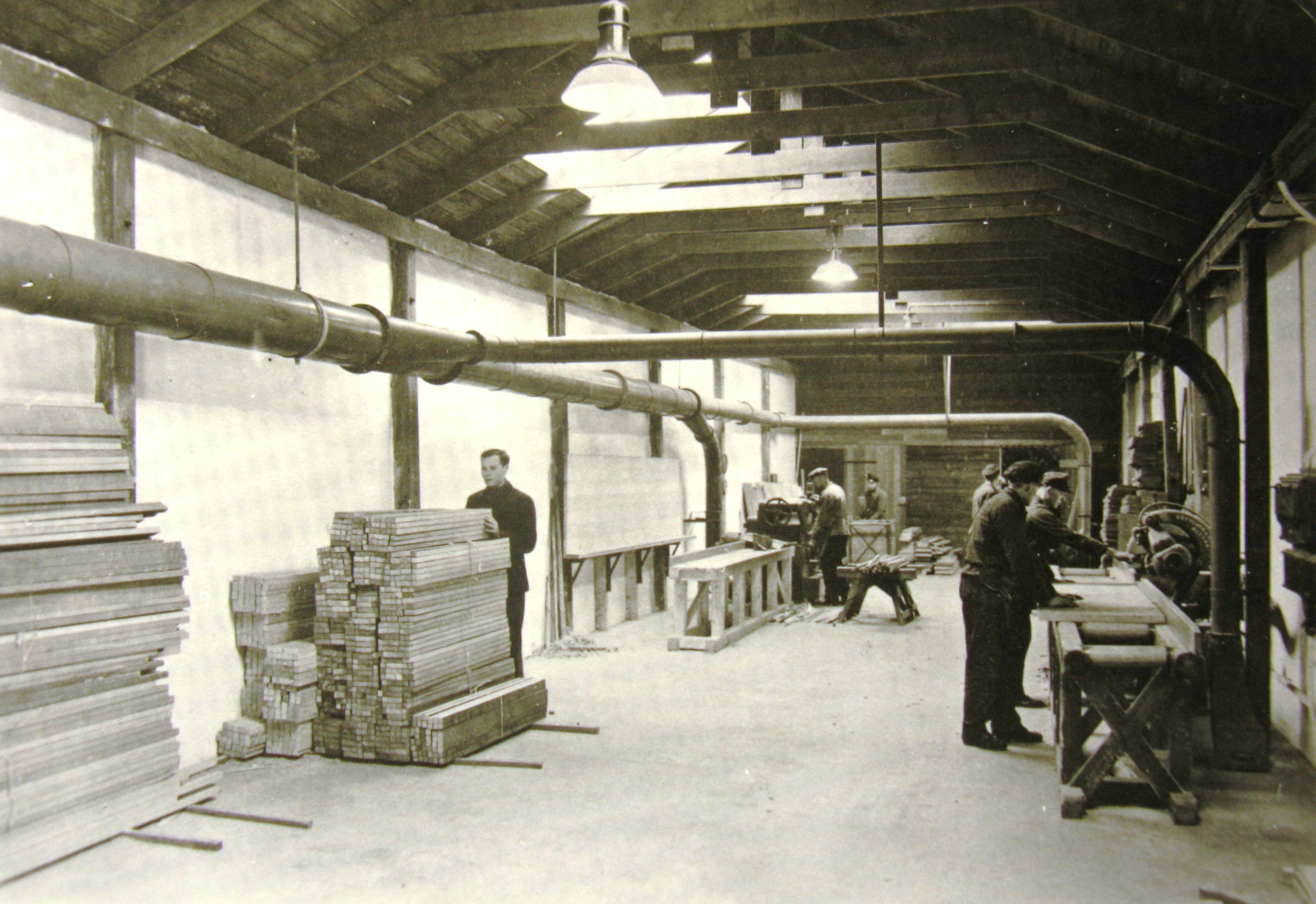
Sägewerk, 1930er Jahre
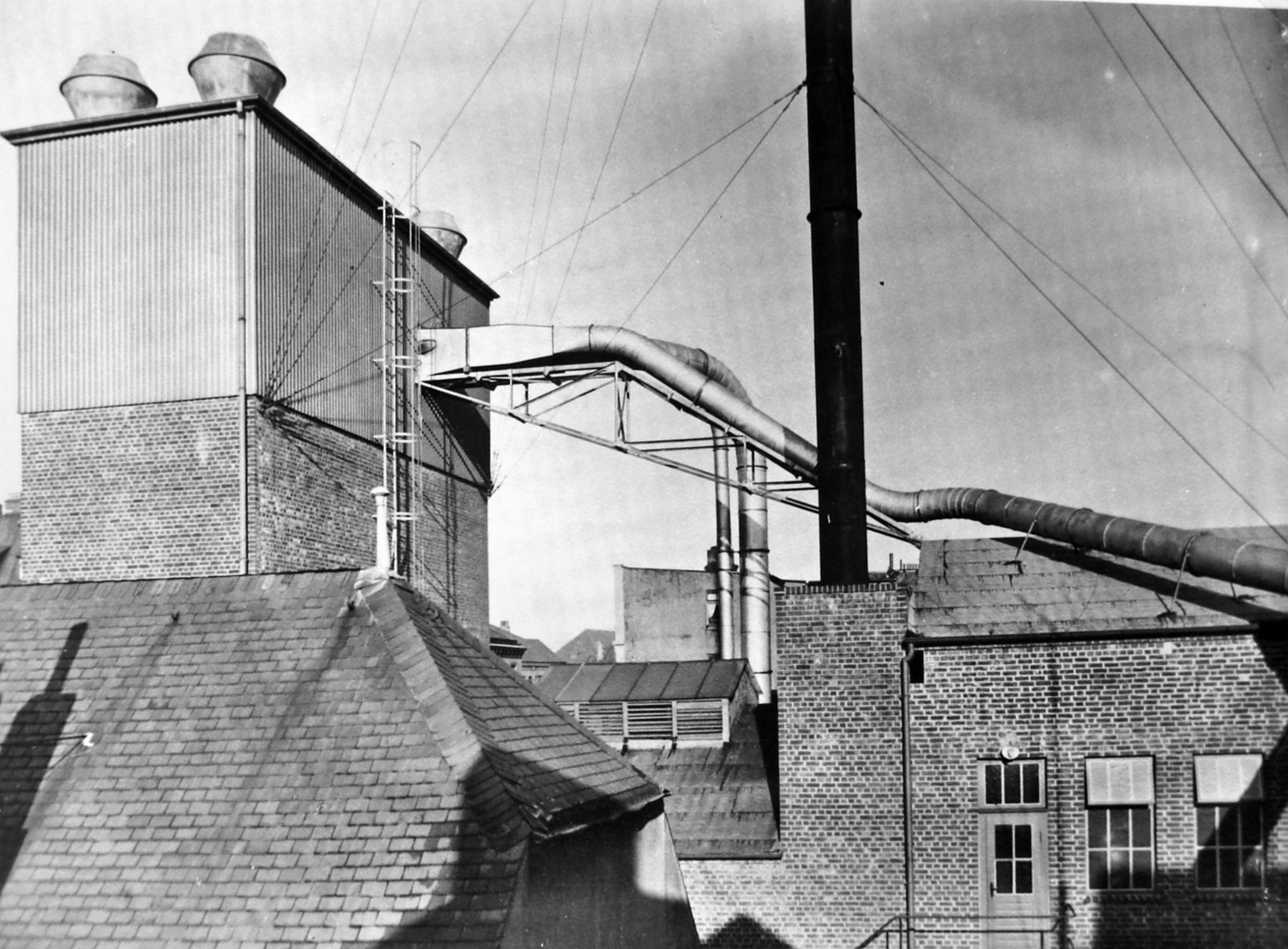
Sägemehlturm, 1930er Jahre
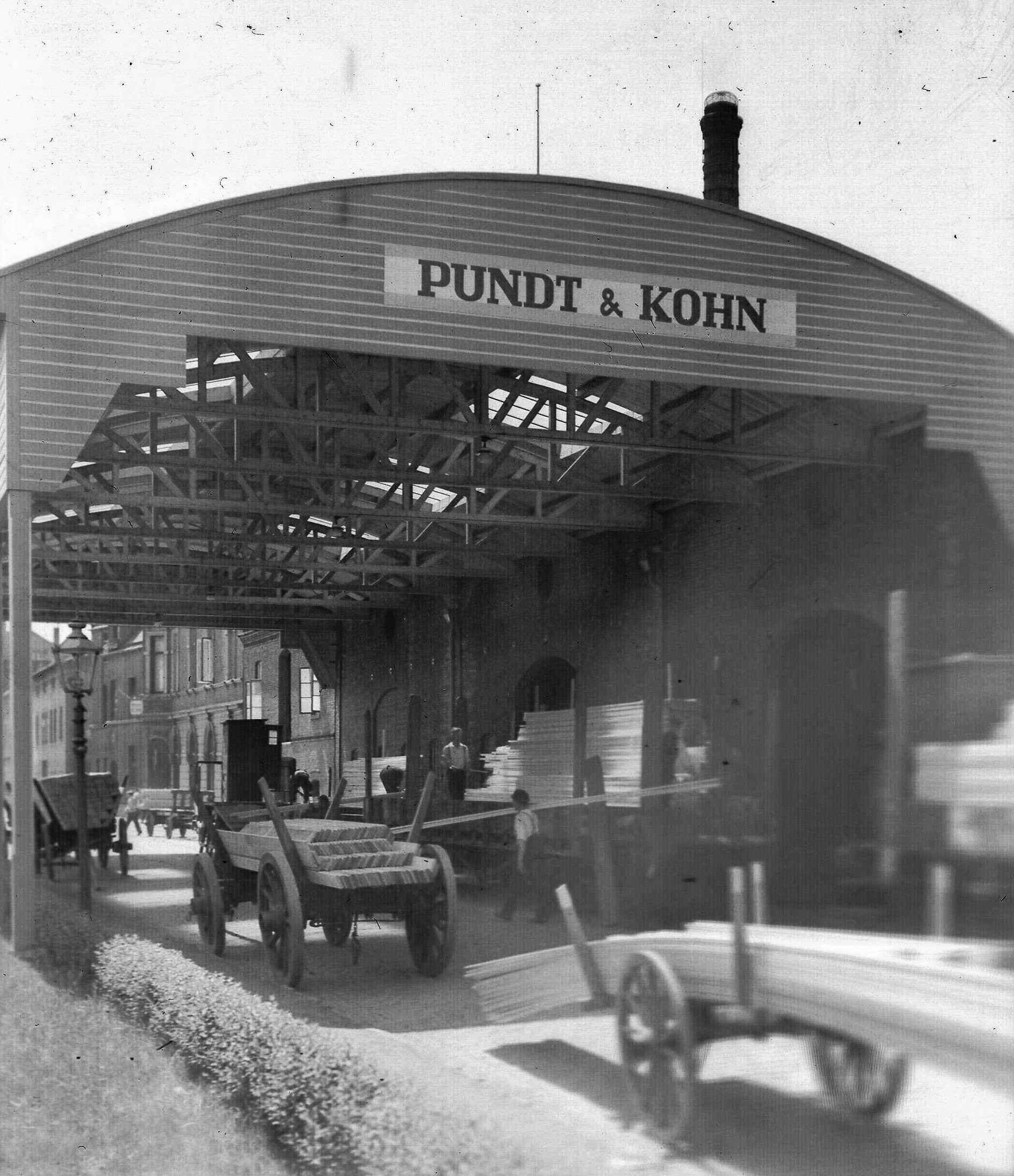
Holzverladerampe, 1936
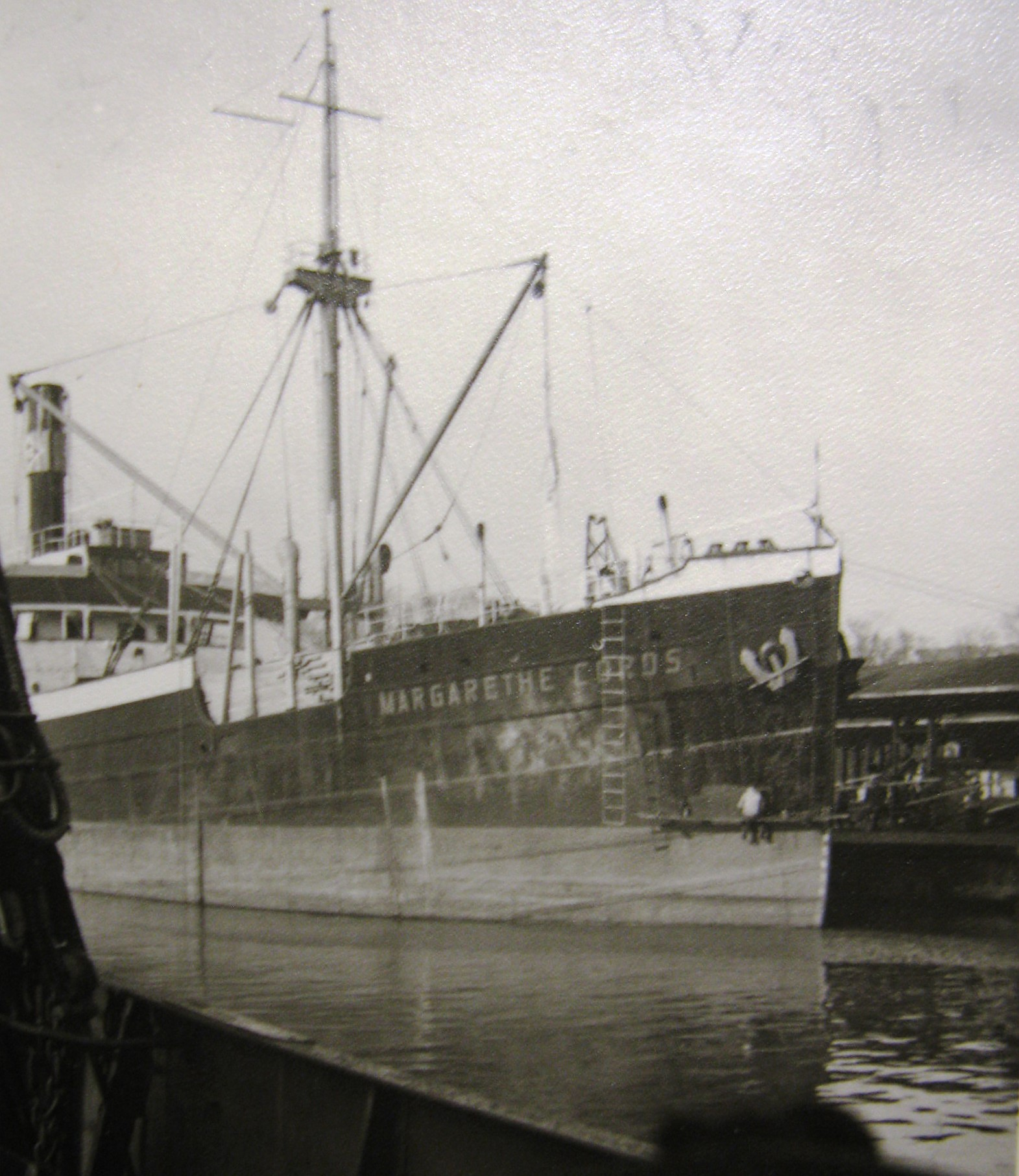
SS Margarethe Cords, Entladen von Importholz am Pier von P&K, 1929

### Expansion und dritte Generation (1909–1945)
Über Warenlieferkredite war Pundt & Kohn ein bedeutender Gläubiger der insolventen Firma J.H. Krumnack, Möbelfabrik, Dampfsägewerk und Holzhandlung. In Melle. Aus diesem Grund und auch aus familiären Interessen wurde diese Firma von Pundt & Kohn am 27. September 1909 im Rahmen der liquidierenden Zwangsversteigerung übernommen. Nach dem Tod von Franz Kohn 1909 führte sein Sohn Hans Kohn die Geschäfte von P&K in dritter Generation weiter und sein älterer Sohn Gerhard Kohn übernahm die Geschäftsführung der neu erworbenen Fabrikation in Melle, die 1909 als Meller Möbelfabrik GmbH (MMM) mit dem Hauptgeschäftsfeld Möbelfabrikation im Handelsregister eingetragen wurde. Alleinige Inhaberin war die offene Handelsgesellschaft Pundt & Kohn in Geestemünde, bei der beide Brüder persönlich haftende und zeichnungsberechtigte Gesellschafter waren.
In den folgenden Jahren gründeten die Gesellschafter außerdem die Firma Unterweser Holzhandel GmbH, Wesermünde. Alleinige Eigentümerin war deren Mutter, die Witwe des 1909 verstorbenen Franz Kohn, Johanne Kohn. Geschäftsführer der Firma war Hans Kohn, der zusammen mit seinem Bruder Gerhard nunmehr vier Betriebe im Rahmen einer steuerlichen Organgesellschaft zusammenfasste: Die Muttergesellschaft Pundt & Kohn, die MMM, die Backhaus & Co sowie die Unterweser Holzhandel GmbH. Die Organschaft diente nicht zuletzt dem Zweck der Steuervermeidung. Dies insbesondere durch Gewinnabführung und/oder Gewinn- und Verlustverrechnung zwischen den rechtlich unabhängigen Betrieben, bei denen größenabhängig und konjunkturell unterschiedliche Gewerbe-, Lohnsummen und Körperschaftssteuer anfielen. Allein der Wert der Holzvorräte von P & K betrug laut Gewerbesteuererklärung (1926) 1.252.225 RM. Das entspräche heute einer Kaufkraft von ca. USD 5,2 Mio. bzw. € 4,5 Mio. (bei einem Kurs von 1 RM = 3,60 €). Davon abgesehen war die Organschaft aber auch überlebenswichtig für P&K wegen großer Verluste in der Weltwirtschaftskrise (1929–32), unter der die Meller Möbelfabrik weniger zu leiden hatte. P&K verbuchte in dieser Zeit existenzbedrohende Verluste in Höhe von über 400.000 RM, u. a. wegen des Ausfalls von Forderungen aus Lieferantenkrediten an Geschäftskunden, die in Konkurs gegangen waren.
1937 beantragte Hans Kohn die Änderung des Familien- sowie Firmennamen Kohn in Kohnert, dies wurde am 14. August 1937 ministeriell genehmigt. Grund waren die Anfeindungen wegen des jüdisch klingenden Familiennamens Kohn/Cohn im Rahmen der nationalsozialistischen Arisierung. In der Kriegszeit konzentrierte sich der Holzimport bei P&K auf das (neutrale) Schweden, und hier insbesondere auf das Kramfors-Sägewerk im Härnösand-Distrikt in Nord-Schweden.

### Wiederaufbau und Ende (1945–1967)
Die Fabrikanlagen von P&K, ebenso wie die Kohnertsche Villa, wurden während der alliierten Bombenangriffe auf Bremerhaven am 18. September 1944 vollständig zerstört während die Tochterfirma Meller Möbelfabrik den Krieg unbeschädigt überstand. Zwar blieb das Bürogebäude in der Schönianstraße 15 weitgehend unzerstört und wurde bis 1948 zum Wohn- und Bürohaus der Familie Kohnert umgebaut. Die Aufbauphase nach dem Krieg zögerte sich aber hinaus, da die amerikanische Besatzungsmacht den Firmeninhaber wegen seiner Tätigkeit als Präsident der Gauwirtschaftskammer sowie als Wehrwirtschaftsführer unter dem Nazi-Regime vorübergehend mit einem Berufsverbot (1945–47) belegte. Zudem wurden Teile der Kaianlagen der Firma am Querkanal für militärische Zwecke der Alliierten beschlagnahmt und standen somit nicht als Holz-Lagerfläche zur Verfügung. Außerdem verbot die Militärregierung zunächst die Auszahlung der 1945 beantragten Entschädigung für Kriegsschäden in Höhe von insgesamt RM 1,1 Mio. (davon P&K: 475 Tsd.; Backhaus & Co.: 518 Tsd., Unterweser-Holzhandel: 114 Tsd.), abgesehen von einem bereits vor Kriegsende bewilligten Vorschuss in Höhe von RM 245 Tsd. Die endgültige Bewilligung im Rahmen des Lastenausgleichsgesetzes verzögerte sich so lange, dass P&K nicht mehr davon profitierte. Erst 1967, nach dem Tod der Geschäftsführer und der Auflösung der Firmen, wurde ein Bruchteil der beantragten Entschädigung – verrechnet mit dem 1945 gezahlten Vorschuss – an die Erben ausgezahlt. Während der Holzimport von P&K ab 1948 wieder aufgenommen werden konnte, reichten die Mittel des Lastenausgleichs nicht zum Aufbau des zerstörten Säge- und Hobelwerkes. So blieb P&K nichts anderes übrig, als bei der Konkurrenz, der Firma Külken, ebenfalls in Geestemünde ansässig, ihr Holz zuschneiden zu lassen, was den eigenen Gewinn erheblich schmälerte. Davon konnte sich P&K, trotz des großen Nachholbedarfs an Schnitt- und Bauholz im boomenden Nachkriegsdeutschland und der Zeit des Wirtschaftswunders, nie wieder richtig erholen. Auch die Gewinnabführung (1956–66) seitens der Tochterfirma Meller Möbelfabrik im Rahmen der 1937 vereinbarten Organschaft konnte den Verfall nicht mehr aufhalten, so dass die Firma nach dem Tode ihrer Inhaber Gerhard Kohnert 1962 und Hans Kohnert 1967 aufgelöst und am 13. Oktober 1967 aus dem Handelsregister gestrichen wurde.

## Die Firmeninhaber in drei Generationen

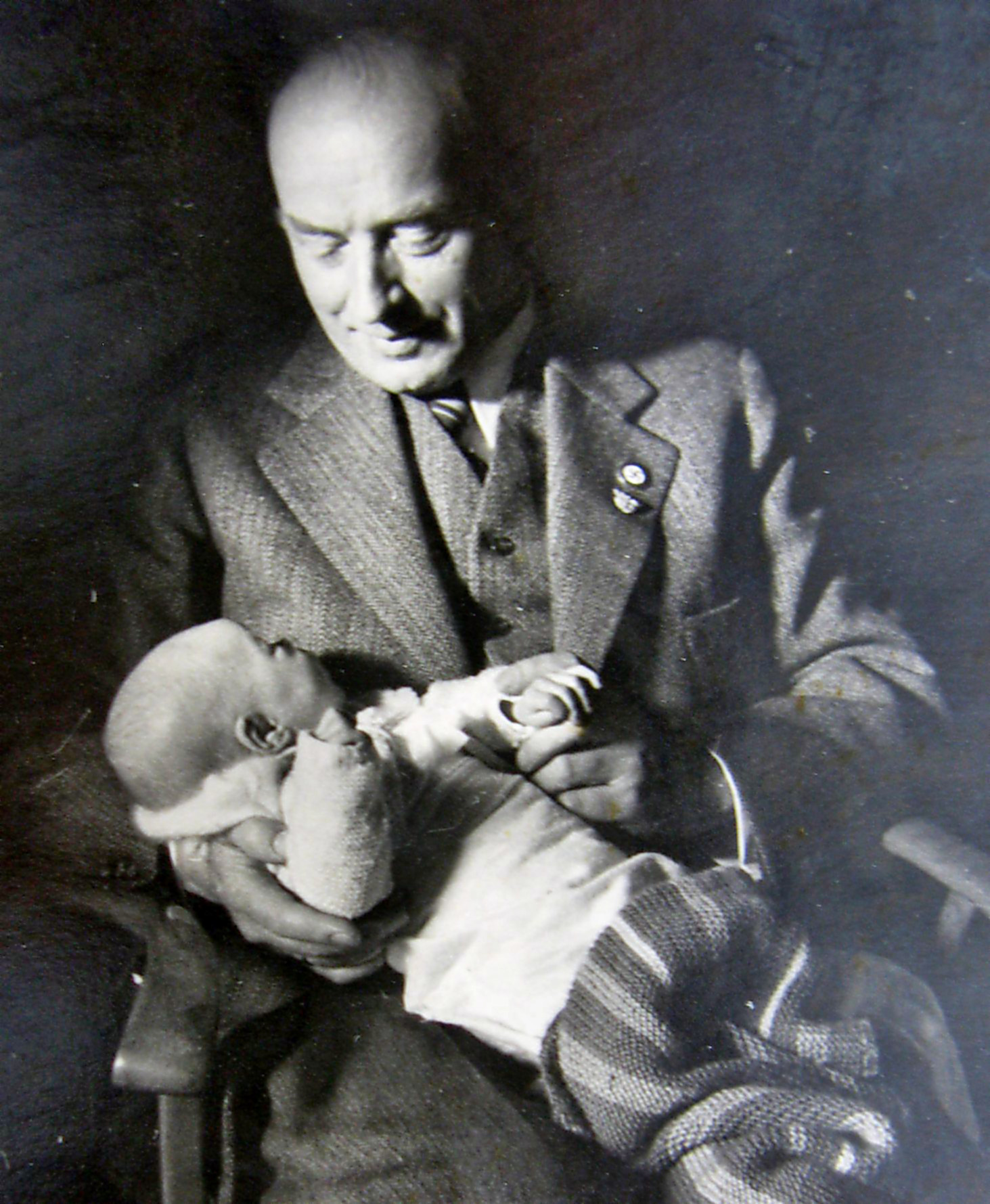
Hans Kohnert bei der Taufe seiner ersten Enkelin mit goldenem NS-Parteiabzeichen und Anstecknadel des Wehrwirtschaftsführers, März 1944

Mit der Gründung einer eigenen Holzimportfirma 1862 in Geestemünde (Bremerhaven) erschloss der Segelschiffskapitän und Reeder Franz Johann Syabbe Kohn (* 16. März 1828 in Klippkanne, in Brake (Unterweser), † 13. August 1879 in Bremerhaven) sich und seiner Familie ein neues Aufgabenfeld. Zudem sicherte er der Familie Kohn, deren Familienoberhäupter über Generationen Kapitäne auf Auswandererseglern von Brake (Unterweser) aus nach Amerika und in die Karibik gewesen waren, angesichts der unsicheren Zukunftsperspektiven eines Segelschiff-Reeders im Zeitalter der beginnenden Dampfschifffahrt, eine neue sicherere Einkommensquelle. Nach seinem Tod übernahm sein Sohn Franz Kohn (* 23. Dezember 1857 in Geestemünde; † 24. März 1909 in Geestemünde) das Unternehmen. Im folgten seine beiden Söhne Hans (Johannes) Kohnert (* 15. November 1887 in Geestemünde; † 10. Januar 1967 in Bremerhaven) und Gerhard Kohnert (* 2. September 1882 in Geestemünde; † 5. Juli 1962 in Melle). Letzter baute ab 1909 schwerpunktmäßig das hundertprozentige Tochterunternehmen Meller Möbelfabrik GmbH, Melle (MMM) auf. Sie entwickelte sich innerhalb weniger Jahrzehnte zu einer bedeutenden Möbelfabrik im damaligen Grönegau. Entsprechend der wirtschafts- und regionalpolitischen Geltung von P&K waren sowohl deren Geschäftsführer Franz Kohn, wie später auch sein Sohn Hans, Senatoren in Bremerhaven und Mitglieder der Industrie- und Handelskammer Bremerhaven (IHK). Hans Kohn wurde 1933 (gegen die Stimmen der NSDAP) zudem zu ihrem Präsidenten gewählt, später überregional zum Präsident der Gauwirtschaftskammer Ost-Hannover (1943–45), in welche die Städte Wesermünde (Bremerhaven) und Lüneburg inklusive ihrer IHK eingegliedert wurden (1939), sowie schließlich zum Wehrwirtschaftsführer (1941–45). Unter ihm erlebte die Firma ihre Blütezeit, aber später auch ihren Verfall. Nichtsdestoweniger würdigte die IHK Bremerhaven 1951 die Verdienste Hans Kohnerts um die Entwicklung des Handels im Bremischen und darüber hinaus mit der Verleihung der Ehrenpräsidentschaft. Sein Bruder Gerhard Kohnert war im Jahre 1921 Mitbegründer der Meller Volksbank und 1946 Meller Bürgermeister. 1953 wurde ihm das Bundesverdienstkreuz für seine Verdienste um den Aufbau der heimischen Möbelindustrie verliehen.